# Паес
Па́ес (páez) — група індіанських племен Колумбії.
Проживають в південно-східній частині країни.
Мова відноситься до мовної сім'ї чибча.
Чисельність разом зі спорідненими племенами могьо становить 20000 осіб.
Займаються землеробством, примітивним ткацтвом та плетенням виробів із пальмового волокна.
| Етнографія | Це незавершена стаття з етнографії. Ви можете допомогти проєкту, виправивши або дописавши її. |